# Béla Mezőssy

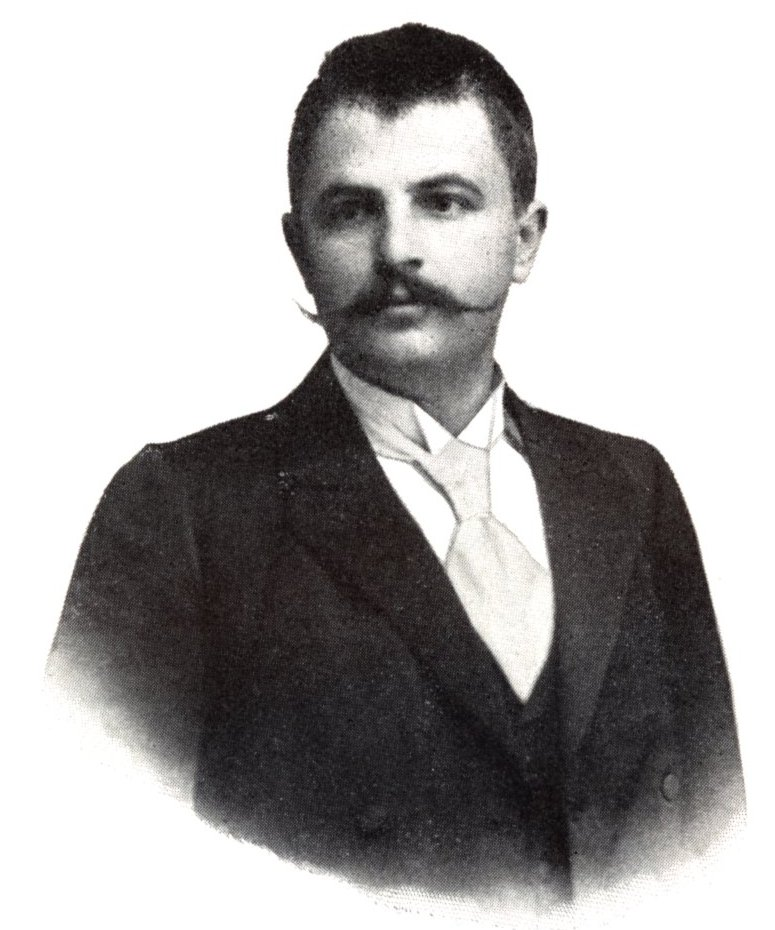
Béla Mezőssy (1905)

Béla Mezőssy von Tolcsva (* 13. November 1870 in Tolcsva, Komitat Zemplén; † 19. Januar 1939 in Újfehértó, Komitat Szabolcs) war ein ungarischer Politiker und Ackerbauminister.

## Leben
Nach dem Jurastudium wurde er zum Honorar-Vizenotar des Komitats Szabolcs ernannt und wurde bei der Parlamentswahl in Ungarn 1896 als Mitglied der Unabhängigkeitspartei (függetlenségi párt) für den Wahlkreis Nagykálló im Komitat Szabolcs zum Reichstagsabgeordneten gewählt.
Von 1906 bis 1910 war Mezőssy Staatssekretär im k.u. Ackerbauministerium (m. kir. földművelésügyi minisztérium) und war von 15. Juni 1917 bis 25. Januar 1918 Ackerbauminister in den Kabinetten von Móric Esterházy und Sándor Wekerle. Anschließend zog er sich aus der Politik zurück.